# Delias chimbu
Delias chimbu är en fjärilsart som beskrevs av Orr och Atuhiro Sibatani 1986. Delias chimbu ingår i släktet Delias och familjen vitfjärilar. Inga underarter finns listade i Catalogue of Life.